# Programa Legal

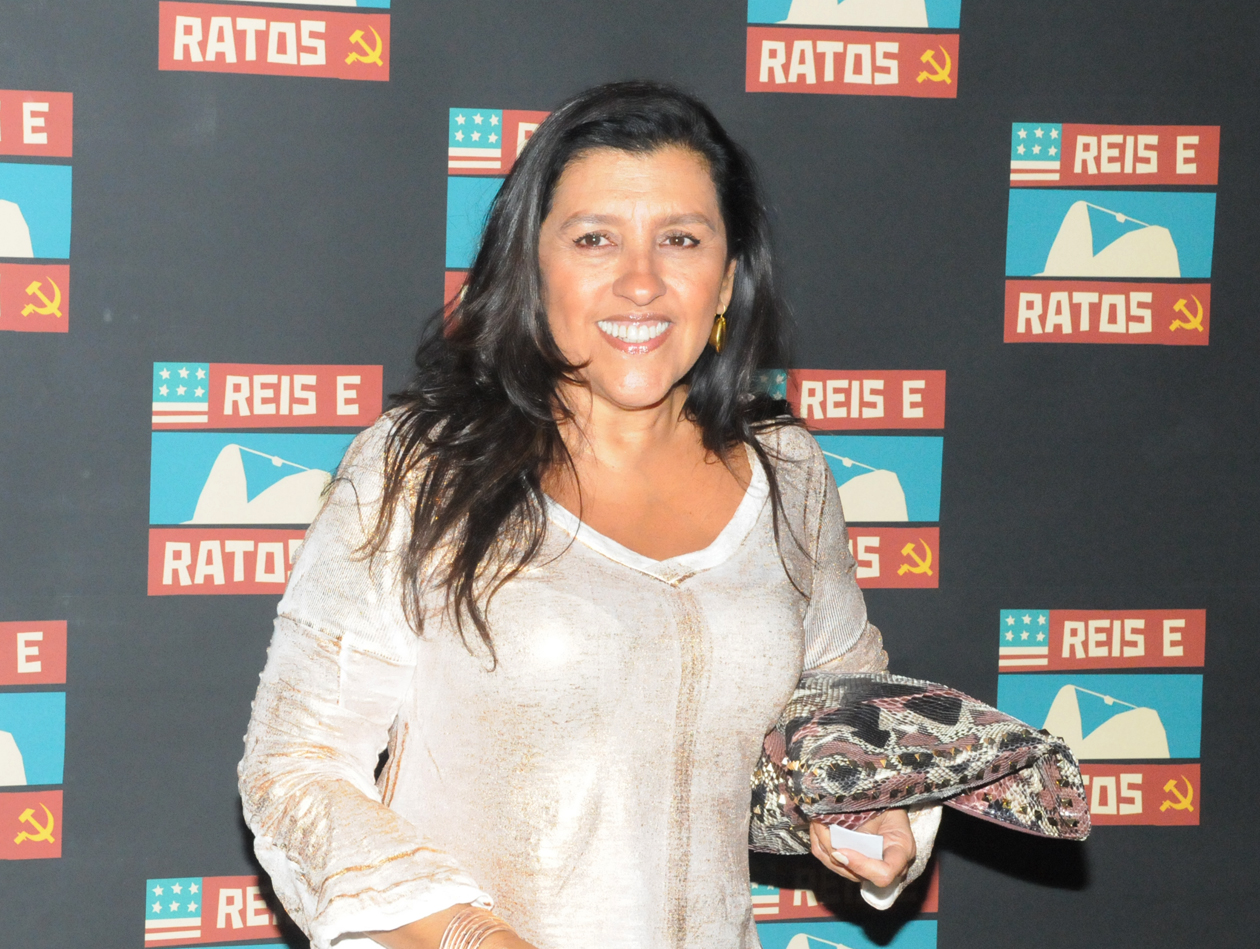
A apresentadora do Programa Legal, Regina Casé.

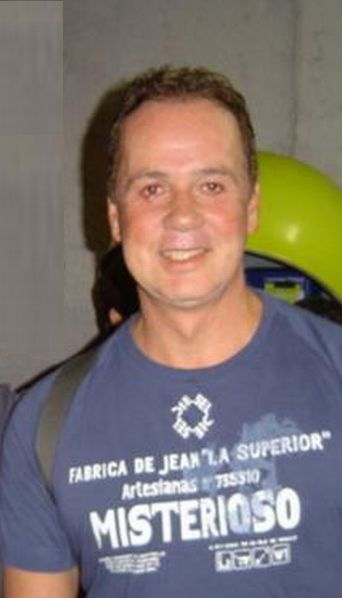
O apresentador do Programa Legal, Luiz Fernando Guimarães.

Programa Legal é um programa de televisão brasileiro produzido e exibido pela TV Globo entre 9 de abril de 1991 e 29 de dezembro de 1992 com a apresentação de Regina Casé e Luiz Fernando Guimarães. O foco da atração era a inovação ao trazer mais interesse ao telespectador às matérias pouco atrativas, através do humor.